# Bestavaripeta
Bestavaripeta (o Bestawaripeta, Besthavari Peta, Bestavarapeta, Bestavarapupeta) è una suddivisione dell'India, classificata come census town, di 6.496 abitanti, situata nel distretto di Prakasam, nello stato federato dell'Andhra Pradesh. In base al numero di abitanti la città rientra nella classe V (da 5.000 a 9.999 persone).

## Geografia fisica
La città è situata a 15° 33' 0 N e 79° 7' 0 E e ha un'altitudine di 191 m s.l.m..

## Società

### Evoluzione demografica
Al censimento del 2001 la popolazione di Bestavaripeta assommava a 6.496 persone, delle quali 3.424 maschi e 3.072 femmine. I bambini di età inferiore o uguale ai sei anni assommavano a 694, dei quali 370 maschi e 324 femmine. Infine, coloro che erano in grado di saper almeno leggere e scrivere erano 4.518, dei quali 2.743 maschi e 1.775 femmine.